# James Longstreet
James Longstreet (8. ledna 1821, Edgefield, Jižní Karolína – 2. ledna 1904, Gainesville, Georgie) byl americký válečník a diplomat. Proslavil se především jako jeden z nejvýznamnějších konfederačních generálů americké občanské války a byl hlavním podřízeným generála Roberta E. Leeho, který mu přezdíval „starý válečný kůň“. Sloužil pod Leeem jako velitel armádního sboru během většiny slavných bitev vedených armádou Severní Virginie na východních bojištích občanské války a bojoval i krátce pod Braxtonem Braggem v armádě státu Tennessee na západě.
Po absolvování vojenské akademie Spojených států ve West Pointu sloužil Longstreet v mexicko-americké válce. V bitvě u Chapultepecu byl zraněn do stehna. Poté se oženil se svou první manželkou Louisou Garlandovou. V padesátých letech 19. století sloužil v pohraniční armádě na americkém jihozápadě. V červnu 1861 Longstreet vystoupil z americké armády a připojil se k armádě Konfederace. Velel vojákům Konfederace během počátečního vítězství v červencové bitvě u Blackburn's Fordu a měl menší roli v první bitvě u Bull Runu.
Longstreet významně přispěl k několika důležitým vítězstvím Konfederace, většinou ve východní oblasti bojů jako jeden z hlavních podřízených Roberta E. Leeho v armádě Severní Virginie. Selhal v bitvě u Seven Pines proto, že omylem vyslal své muže nesprávnou cestou, což způsobilo, že dorazili na bojiště pozdě, ale hrál důležitou roli v úspěchu sedmi dní bitev v létě 1862, kde pomáhal řídit opakované útoky, jež vyhnaly armádu Unie z konfederačního hlavního města Richmondu. Longstreet pak vedl ničivý protiútok, který v srpnu porazil armádu Unie ve druhé bitvě u Bull Runu. Jeho muži udrželi obrannou pozici v bitvách u Antietamu a u Fredericksburgu. Longstreetova nejkontroverznější role byla v bitvě u Gettysburgu v červenci 1863, kde otevřeně nesouhlasil s generálem Leem ohledně taktiky, která má být použita, a neochotně velel několika neúspěšným útokům na síly Unie včetně katastrofálního Pickettova útoku. Poté byl Longstreet na vlastní žádost odeslán na západ bojovat pod Braxtonem Braggem. Zde Longstreetovy jednotky zahájily zuřivý útok na linie Unie v bitvě u Chickamaugy, který rozhodl tento den bojů. Poté jeho téměř samostatné velení během knoxvillského tažení vyústilo v porážku Konfederace. Longstreetovo působení na západě bylo poznamenáno jeho ústřední rolí v mnoha konfliktech mezi generály Konfederace. Nešťastný ze služby pod Braggem byl Longstreet se svými muži odeslán zpět k Leeovi. Zručně velel během bitvy ve Wildernessu v roce 1864, kde byl vážně zraněn palbou vlastních jednotek. Později se vrátil na bitevní pole a sloužil pod Leeem během obléhání Petersburgu a appomattoxského tažení.
Longstreet měl úspěšnou poválečnou kariéru a pracoval pro americkou vládu jako diplomat, státní úředník a manažer. Jeho podpora Republikánské strany a spolupráce s jeho starým přítelem, prezidentem Ulyssesem S. Grantem, stejně jako kritické komentáře, které napsal o válečném účinkování generála Leeho, mu znepřátelily mnoho jeho bývalých kolegů z Konfederace. Jeho pověst na Jihu dále utrpěla, když v bitvě u Liberty Place v roce 1874 vedl afroamerické milice proti protirekonstrukční Bílé lize. Autoři z hnutí Lost Cause se zaměřili na Longstreetovo velení v Gettysburgu jako hlavní důvod porážky Konfederace. Od konce 20. století prošla Longstreetova pověst pomalým přehodnocením. Mnoho historiků ho nyní považuje za jednoho z nejnadanějších taktiků občanské války.